# Petit Le Mans 2010
Navigation
Édition précédente Édition suivante
Le Petit Le Mans 2010 (13th Annual Petit Le Mans Powered By Mazda 2), est la 13e édition de l'épreuve et a été remporté le 2 octobre 2010 par la Peugeot N°08 de Stéphane Sarrazin, Franck Montagny et Pedro Lamy.
Cette course est aussi la deuxième des trois épreuves de l'Intercontinental Le Mans Cup 2010.

## Résultats
Voici le classement officiel au terme de la course.
- Les vainqueurs de chaque catégorie sont signalés par un fond jauni.
- Pour la colonne Pneus, il faut passer le curseur au-dessus du modèle pour connaître le manufacturier de pneumatiques.

| Pos    | Cat  | n°  | Equipe                            | Pilotes                                              | Châssis                              | Pneus | Tours |
| Pos    | Cat  | n°  | Equipe                            | Pilotes                                              | Moteur                               | Pneus | Tours |
| ------ | ---- | --- | --------------------------------- | ---------------------------------------------------- | ------------------------------------ | ----- | ----- |
| 1      | LMP1 | 08  | Team Peugeot Total                | Franck Montagny Stéphane Sarrazin Pedro Lamy         | Peugeot 908 HDi FAP                  | M     | 394   |
| 1      | LMP1 | 08  | Team Peugeot Total                | Franck Montagny Stéphane Sarrazin Pedro Lamy         | Peugeot HDi 5.5 L Turbo V12 (Diesel) | M     | 394   |
| 2      | LMP1 | 07  | Team Peugeot Total                | Anthony Davidson Marc Gené Alexander Wurz            | Peugeot 908 HDi FAP                  | M     | 394   |
| 2      | LMP1 | 07  | Team Peugeot Total                | Anthony Davidson Marc Gené Alexander Wurz            | Peugeot HDi 5.5 L Turbo V12 (Diesel) | M     | 394   |
| 3      | LMP1 | 7   | Audi Sport Team Joest             | Tom Kristensen Allan McNish Rinaldo Capello          | Audi R15+ TDI                        | M     | 393   |
| 3      | LMP1 | 7   | Audi Sport Team Joest             | Tom Kristensen Allan McNish Rinaldo Capello          | Audi TDI 5.5 L Turbo V10 (Diesel)    | M     | 393   |
| 4      | LMP2 | 1   | Patrón Highcroft Racing           | David Brabham Simon Pagenaud Marino Franchitti       | HPD ARX-01c                          | M     | 383   |
| 4      | LMP2 | 1   | Patrón Highcroft Racing           | David Brabham Simon Pagenaud Marino Franchitti       | HPD AL7R 3.4 L V8                    | M     | 383   |
| 5      | LMP1 | 37  | Intersport Racing                 | Jon Field Clint Field Ben Devlin                     | Lola B06/10                          | D     | 383   |
| 5      | LMP1 | 37  | Intersport Racing                 | Jon Field Clint Field Ben Devlin                     | AER P32T 4.0 L Turbo V8              | D     | 383   |
| 6      | LMP1 | 9   | Audi Sport Team Joest             | Marcel Fässler André Lotterer Benoît Tréluyer        | Audi R15+ TDI                        | M     | 377   |
| 6      | LMP1 | 9   | Audi Sport Team Joest             | Marcel Fässler André Lotterer Benoît Tréluyer        | Audi TDI 5.5 L Turbo V10 (Diesel)    | M     | 377   |
| 7      | LMP2 | 6   | Muscle Milk Team Cytosport        | Klaus Graf Lucas Luhr Sascha Maassen                 | Porsche RS Spyder Evo                | M     | 372   |
| 7      | LMP2 | 6   | Muscle Milk Team Cytosport        | Klaus Graf Lucas Luhr Sascha Maassen                 | Porsche MR6 3.4 L V8                 | M     | 372   |
| 8      | LMP1 | 8   | Drayson Racing                    | Paul Drayson Jonny Cocker Emanuele Pirro             | Lola B09/60                          | M     | 369   |
| 8      | LMP1 | 8   | Drayson Racing                    | Paul Drayson Jonny Cocker Emanuele Pirro             | Judd GV5.5 S2 5.5 L V10              | M     | 369   |
| 9      | LMP2 | 35  | OAK Racing                        | Jacques Nicolet Frédéric Da Rocha Patrice Lafargue   | Pescarolo 01                         | D     | 359   |
| 9      | LMP2 | 35  | OAK Racing                        | Jacques Nicolet Frédéric Da Rocha Patrice Lafargue   | Judd DB 3.4 L V8                     | D     | 359   |
| 10     | GT2  | 4   | Corvette Racing                   | Oliver Gavin Jan Magnussen Emmanuel Collard          | Chevrolet Corvette C6.R              | M     | 355   |
| 10     | GT2  | 4   | Corvette Racing                   | Oliver Gavin Jan Magnussen Emmanuel Collard          | Chevrolet 5.5 L V8                   | M     | 355   |
| 11     | GT2  | 01  | Extreme Speed Motorsports         | Scott Sharp Johannes van Overbeek Dominik Farnbacher | Ferrari F430 GTC                     | M     | 355   |
| 11     | GT2  | 01  | Extreme Speed Motorsports         | Scott Sharp Johannes van Overbeek Dominik Farnbacher | Ferrari 4.0 L V8                     | M     | 355   |
| 12     | GT2  | 62  | Risi Competizione                 | Toni Vilander Gianmaria Bruni                        | Ferrari F430 GTC                     | M     | 354   |
| 12     | GT2  | 62  | Risi Competizione                 | Toni Vilander Gianmaria Bruni                        | Ferrari 4.0 L V8                     | M     | 354   |
| 13     | GT2  | 92  | BMW Rahal Letterman Racing        | Bill Auberlen Tom Milner Jr. Dirk Werner             | BMW M3 GT2 (E92)                     | D     | 354   |
| 13     | GT2  | 92  | BMW Rahal Letterman Racing        | Bill Auberlen Tom Milner Jr. Dirk Werner             | BMW 4.0 L V8                         | D     | 354   |
| 14     | GT2  | 45  | Flying Lizard Motorsports         | Patrick Long Jörg Bergmeister Marc Lieb              | Porsche 911 GT3 RSR (997)            | M     | 354   |
| 14     | GT2  | 45  | Flying Lizard Motorsports         | Patrick Long Jörg Bergmeister Marc Lieb              | Porsche 4.0 L Flat-6                 | M     | 354   |
| 15     | GT2  | 3   | Corvette Racing                   | Johnny O'Connell Olivier Beretta Antonio García      | Chevrolet Corvette C6.R              | M     | 354   |
| 15     | GT2  | 3   | Corvette Racing                   | Johnny O'Connell Olivier Beretta Antonio García      | Chevrolet 5.5 L V8                   | M     | 354   |
| 16     | LMPC | 95  | Level 5 Motorsports               | Scott Tucker Burt Frisselle Marco Werner             | Oreca FLM09                          | M     | 354   |
| 16     | LMPC | 95  | Level 5 Motorsports               | Scott Tucker Burt Frisselle Marco Werner             | Chevrolet 6.2 L V8                   | M     | 354   |
| 17     | GT2  | 61  | Risi Competizione                 | Giancarlo Fisichella Jaime Melo Mika Salo            | Ferrari F430 GTC                     | M     | 353   |
| 17     | GT2  | 61  | Risi Competizione                 | Giancarlo Fisichella Jaime Melo Mika Salo            | Ferrari 4.0 L V8                     | M     | 353   |
| 18     | GTH  | 911 | Porsche Motorsports North America | Mike Rockenfeller Timo Bernhard Romain Dumas         | Porsche 911 GT3-R Hybrid             | M     | 350   |
| 18     | GTH  | 911 | Porsche Motorsports North America | Mike Rockenfeller Timo Bernhard Romain Dumas         | Porsche 4.0 L Hybrid Flat-6          | M     | 350   |
| 19     | GT2  | 04  | Robertson Racing                  | David Murry Anthony Lazzaro Rob Bell                 | Ford GT-R Mk. VII                    | D     | 349   |
| 19     | GT2  | 04  | Robertson Racing                  | David Murry Anthony Lazzaro Rob Bell                 | Ford 5.0 L V8                        | D     | 349   |
| 20     | GT2  | 44  | Flying Lizard Motorsports         | Darren Law Seth Neiman Marco Holzer                  | Porsche 911 GT3 RSR (997)            | M     | 348   |
| 20     | GT2  | 44  | Flying Lizard Motorsports         | Darren Law Seth Neiman Marco Holzer                  | Porsche 4.0 L Flat-6                 | M     | 348   |
| 21     | GT2  | 17  | Team Falken Tire                  | Bryan Sellers Martin Ragginger (de)                  | Porsche 911 GT3 RSR (997)            | F     | 347   |
| 21     | GT2  | 17  | Team Falken Tire                  | Bryan Sellers Martin Ragginger (de)                  | Porsche 4.0 L Flat-6                 | F     | 347   |
| 22     | GTC  | 63  | TRG                               | Henri Richard Andy Lally Duncan Ende                 | Porsche 997 GT3 Cup                  | Y     | 337   |
| 22     | GTC  | 63  | TRG                               | Henri Richard Andy Lally Duncan Ende                 | Porsche 3.8 L Flat-6                 | Y     | 337   |
| 23     | GTC  | 54  | Black Swan Racing                 | Tim Pappas Jeroen Bleekemolen Sebastiaan Bleekemolen | Porsche 997 GT3 Cup                  | Y     | 337   |
| 23     | GTC  | 54  | Black Swan Racing                 | Tim Pappas Jeroen Bleekemolen Sebastiaan Bleekemolen | Porsche 3.8 L Flat-6                 | Y     | 337   |
| 24     | LMPC | 89  | Intersport Racing                 | Kyle Marcelli Chapman Ducote David Ducote            | Oreca FLM09                          | M     | 336   |
| 24     | LMPC | 89  | Intersport Racing                 | Kyle Marcelli Chapman Ducote David Ducote            | Chevrolet 6.2 L V8                   | M     | 336   |
| 25     | GTC  | 77  | Magnus Racing                     | John Potter Andrew Davis Ryan Eversley               | Porsche 997 GT3 Cup                  | Y     | 332   |
| 25     | GTC  | 77  | Magnus Racing                     | John Potter Andrew Davis Ryan Eversley               | Porsche 3.8 L Flat-6                 | Y     | 332   |
| 26     | GTC  | 88  | Velox Racing                      | Shane Lewis Jerry Vento Lawson Aschenbach            | Porsche 997 GT3 Cup                  | Y     | 330   |
| 26     | GTC  | 88  | Velox Racing                      | Shane Lewis Jerry Vento Lawson Aschenbach            | Porsche 3.8 L Flat-6                 | Y     | 330   |
| 27     | GT2  | 02  | Extreme Speed Motorsports         | Ed Brown Guy Cosmo João Barbosa                      | Ferrari F430 GTC                     | M     | 329   |
| 27     | GT2  | 02  | Extreme Speed Motorsports         | Ed Brown Guy Cosmo João Barbosa                      | Ferrari 4.0 L V8                     | M     | 329   |
| 28     | GTC  | 28  | 911 Design                        | Loren Beggs Doug Baron Rene Villeneuve               | Porsche 997 GT3 Cup                  | Y     | 325   |
| 28     | GTC  | 28  | 911 Design                        | Loren Beggs Doug Baron Rene Villeneuve               | Porsche 3.8 L Flat-6                 | Y     | 325   |
| 29     | GTC  | 69  | WERKS II Racing                   | Galen Bieker Robert Rodriguez                        | Porsche 997 GT3 Cup                  | Y     | 324   |
| 29     | GTC  | 69  | WERKS II Racing                   | Galen Bieker Robert Rodriguez                        | Porsche 3.8 L Flat-6                 | Y     | 324   |
| 30     | GT2  | 40  | Robertson Racing                  | David Robertson Andrea Robertson Craig Stanton       | Ford GT-R Mk. VII                    | D     | 315   |
| 30     | GT2  | 40  | Robertson Racing                  | David Robertson Andrea Robertson Craig Stanton       | Ford 5.0 L V8                        | D     | 315   |
| 31     | GT2  | 90  | BMW Rahal Letterman Racing        | Dirk Müller Joey Hand Andy Priaulx                   | BMW M3 GT2 (E92)                     | D     | 315   |
| 31     | GT2  | 90  | BMW Rahal Letterman Racing        | Dirk Müller Joey Hand Andy Priaulx                   | BMW 4.0 L V8                         | D     | 315   |
| 32     | LMPC | 52  | PR1 Mathiasen Motorsports         | Ricardo González Luis Díaz Ryan Lewis                | Oreca FLM09                          | M     | 311   |
| 32     | LMPC | 52  | PR1 Mathiasen Motorsports         | Ricardo González Luis Díaz Ryan Lewis                | Chevrolet 6.2 L V8                   | M     | 311   |
| 33     | GTC  | 23  | Alex Job Racing                   | Romeo Kapudija Bill Sweedler Jan-Dirk Leuders        | Porsche 997 GT3 Cup                  | Y     | 310   |
| 33     | GTC  | 23  | Alex Job Racing                   | Romeo Kapudija Bill Sweedler Jan-Dirk Leuders        | Porsche 3.8 L Flat-6                 | Y     | 310   |
| 34     | LMPC | 55  | Level 5 Motorsports               | Scott Tucker Christophe Bouchut Mark Wilkins         | Oreca FLM09                          | M     | 310   |
| 34     | LMPC | 55  | Level 5 Motorsports               | Scott Tucker Christophe Bouchut Mark Wilkins         | Chevrolet 6.2 L V8                   | M     | 310   |
| 35     | LMPC | 36  | Genoa Racing                      | Eric Lux Frankie Montecalvo Alex Figge               | Oreca FLM09                          | M     | 307   |
| 35     | LMPC | 36  | Genoa Racing                      | Eric Lux Frankie Montecalvo Alex Figge               | Chevrolet 6.2 L V8                   | M     | 307   |
| 36     | LMPC | 99  | Green Earth Team Gunnar           | Gunnar Jeannette Christian Zugel Elton Julian        | Oreca FLM09                          | M     | 287   |
| 36     | LMPC | 99  | Green Earth Team Gunnar           | Gunnar Jeannette Christian Zugel Elton Julian        | Chevrolet 6.2 L V8                   | M     | 287   |
| 37 DNF | LMP2 | 16  | Dyson Racing Team                 | Chris Dyson Guy Smith Andy Meyrick                   | Lola B09/86                          | D     | 192   |
| 37 DNF | LMP2 | 16  | Dyson Racing Team                 | Chris Dyson Guy Smith Andy Meyrick                   | Mazda MZR-R 2.0 L Turbo I4 (Butanol) | D     | 192   |
| 38 DNF | LMP1 | 12  | Autocon Motorsports               | Bryan Willman Chris McMurry Anthony Burgess          | Lola B06/10                          | D     | 157   |
| 38 DNF | LMP1 | 12  | Autocon Motorsports               | Bryan Willman Chris McMurry Anthony Burgess          | AER P32T 4.0 L Turbo V8              | D     | 157   |
| 39 DNF | GT2  | 75  | Jaguar RSR                        | Paul Gentilozzi Marc Goossens Ryan Dalziel           | Jaguar XKR GT2                       | Y     | 82    |
| 39 DNF | GT2  | 75  | Jaguar RSR                        | Paul Gentilozzi Marc Goossens Ryan Dalziel           | Jaguar 4.2 L V8                      | Y     | 82    |
| 40 DNF | GT2  | 33  | Jaguar RSR                        | Andy Wallace Butch Leitzinger Tomy Drissi            | Jaguar XKR GT2                       | Y     | 16    |
| 40 DNF | GT2  | 33  | Jaguar RSR                        | Andy Wallace Butch Leitzinger Tomy Drissi            | Jaguar 4.2 L V8                      | Y     | 16    |
| 41 DNF | LMP2 | 5   | Libra Racing                      | Andrew Prendeville Harri Toivonen Peter Dempsey      | Radical SR9                          | D     | 6     |
| 41 DNF | LMP2 | 5   | Libra Racing                      | Andrew Prendeville Harri Toivonen Peter Dempsey      | Nissan 4.0 L V8                      | D     | 6     |
| DNS    | GTC  | 48  | Paul Miller Racing                | Bryce Miller Luke Hines Pierre Ehret                 | Porsche 997 GT3 Cup                  | Y     | –     |
| DNS    | GTC  | 48  | Paul Miller Racing                | Bryce Miller Luke Hines Pierre Ehret                 | Porsche 3.8 L Flat-6                 | Y     | –     |
| DNS    | LMPC | 73  | Intersport Racing                 | Antonio Downs Matt Downs Lucas Downs                 | Oreca FLM09                          | M     | –     |
| DNS    | LMPC | 73  | Intersport Racing                 | Antonio Downs Matt Downs Lucas Downs                 | Chevrolet 6.2 L V8                   | M     | –     |
| DNS    | GT2  | 10  | ACS Express Racing                | Brandon Davis Boris Said Townsend Bell               | Ford GT-R Mk. VII                    | M     | –     |
| DNS    | GT2  | 10  | ACS Express Racing                | Brandon Davis Boris Said Townsend Bell               | Ford 5.0 L V8                        | M     | –     |